# Distoleon diversus
Distoleon diversus is een insect uit de familie van de mierenleeuwen (Myrmeleontidae), die tot de orde netvleugeligen (Neuroptera) behoort. 
Distoleon diversus is voor het eerst wetenschappelijk beschreven door Navás in 1912.